# Liste des circonscriptions électorales du Norfolk
Le comté du Norfolk
est divisé en 9 Circonscription électorale
- 2 Borough constituencies
et 7 County constituencies.

## Circonscriptions
- † Conservateur
- ‡ Labour
- ¤ Liberal Democrat

| Circonscriptions      | Électeur | Majorité | Member of Parliament | Member of Parliament | Opposition | Opposition        | Map |
| --------------------- | -------- | -------- | -------------------- | -------------------- | ---------- | ----------------- | --- |
| Broadland CC          | 73,552   | 16,838   |                      | Keith Simpson        |            | Christopher Jones |     |
| Great Yarmouth CC     | 69,793   | 6,154    |                      | Brandon Lewis        |            | Lara Norris       |     |
| Mid Norfolk CC        | 77,154   | 17,276   |                      | George Freeman       |            | Anna Coke         |     |
| North Norfolk CC      | 68,867   | 4,043    |                      | Norman Lamb          |            | Ann Steward       |     |
| North West Norfolk CC | 72,400   | 13,948   |                      | Henry Bellingham     |            | Jo Rust           |     |
| Norwich North BC      | 64,515   | 4,463    |                      | Chloe Smith          |            | Jess Asato        |     |
| Norwich South BC      | 74,875   | 7,654    |                      | Clive Lewis          |            | Lisa Townsend     |     |
| South Norfolk CC      | 69,691   | 20,490   |                      | Richard Bacon        |            | Deborah Sacks     |     |
| South West Norfolk CC | 76,970   | 13,861   |                      | Elizabeth Truss      |            | Paul Smyth        |     |

## Changements de limites 1997-2010
| Nom | limites 1997-2010                       |
| --- | --------------------------------------- |
| 1. Great Yarmouth CC 2. Mid Norfolk CC 3. North Norfolk CC 4. North West Norfolk CC 5. Norwich North BC 6. Norwich South BC 7. South Norfolk CC 8. South West Norfolk CC | Parliamentary constituencies in Norfolk |

## Résultats
| 2005 | 2010 | 2015 |
| ---- | ---- | ---- |
|      |      |      |